# Круклянки
Крукля́нки (пол. Kruklanki, нім. Kruglanken) — село в Польщі, у гміні Круклянки Гіжицького повіту Вармінсько-Мазурського воєводства. Село розташоване на річці Сапіна.
Населення — 1293 особи (2011).

## Галерея

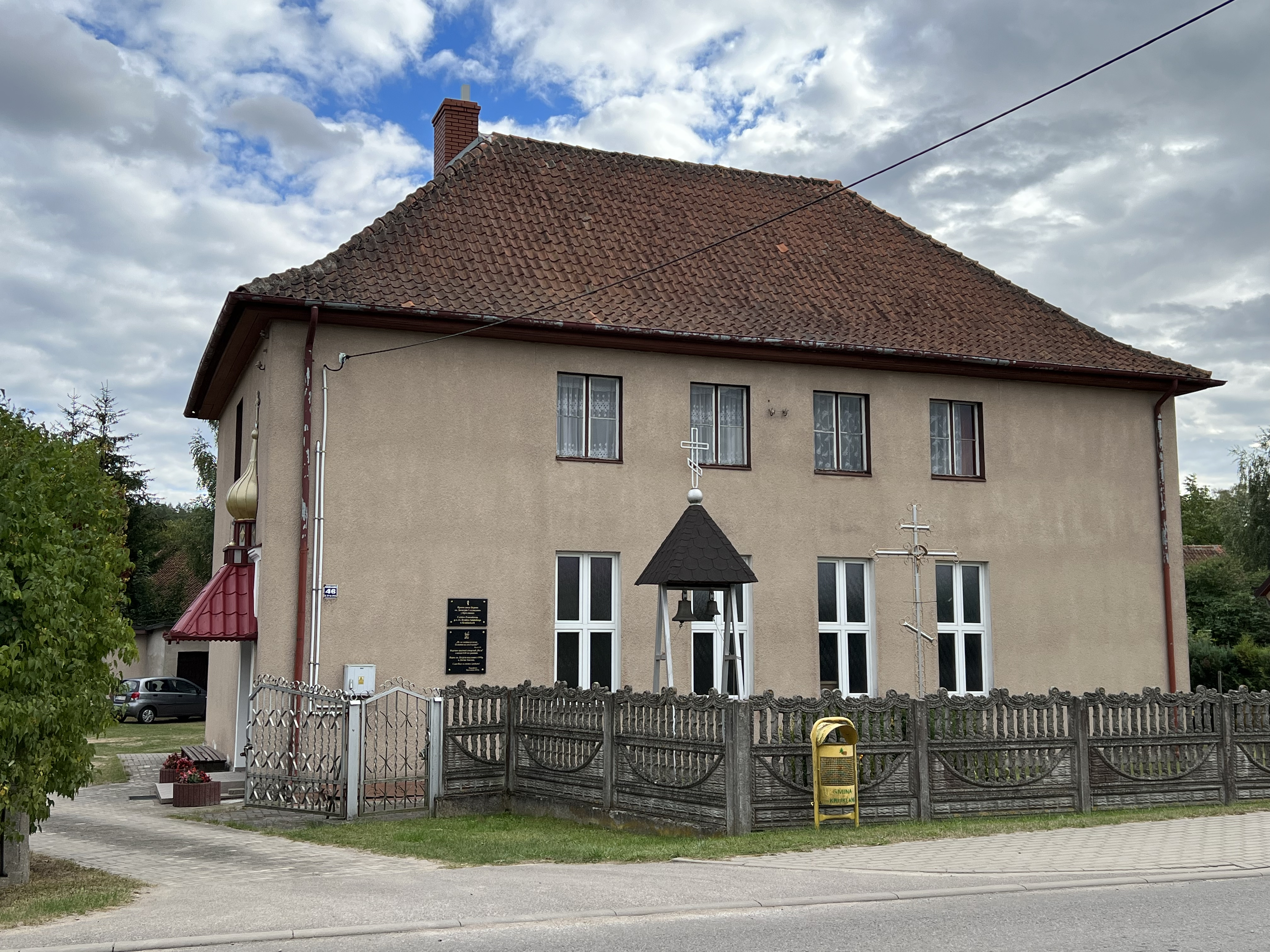
Польська православна церква - (Православ'я в Польщі)
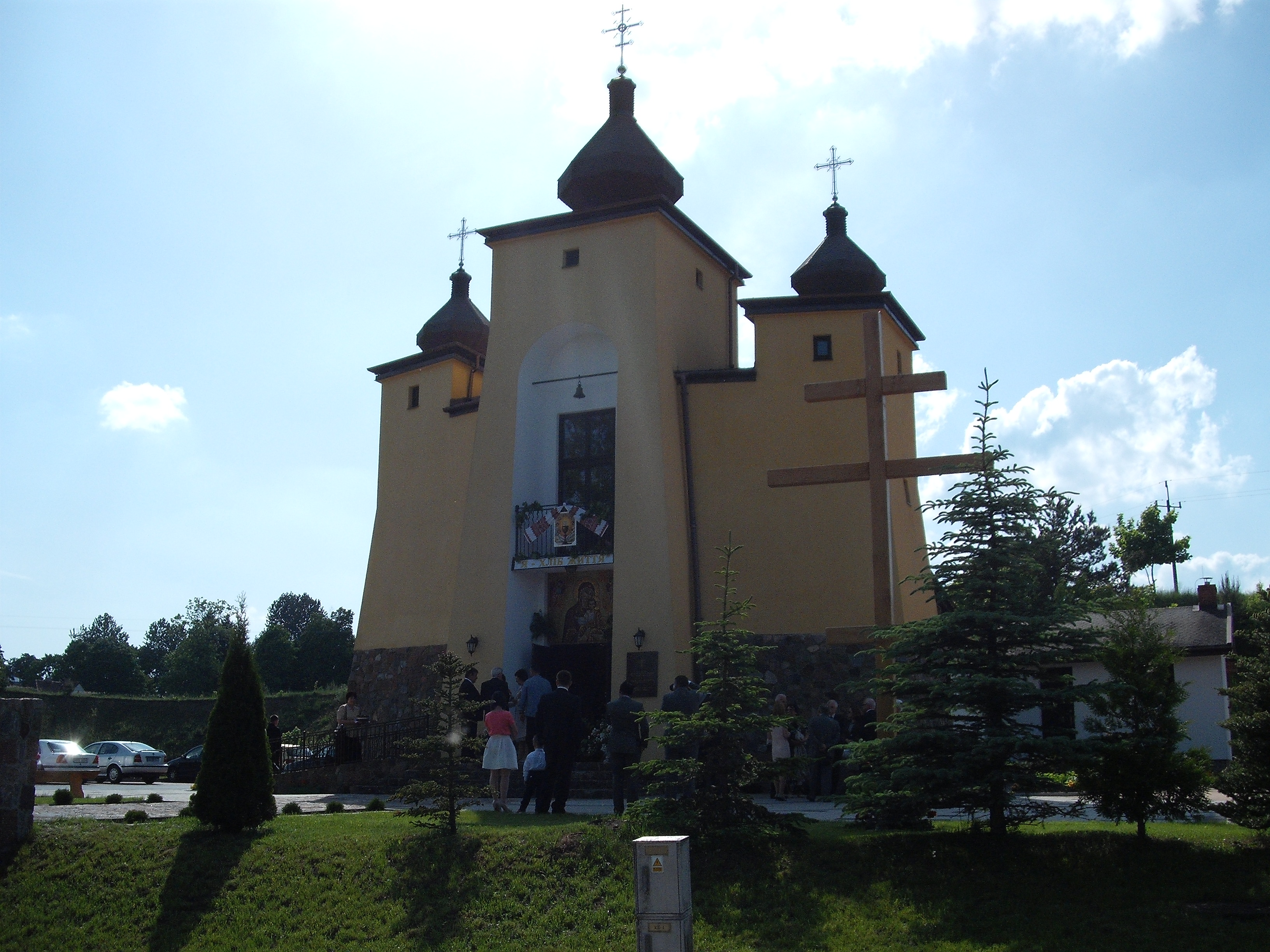
Греко-католицька церква в Польщі

## Історія
Село було засноване 1545 року Яном Бембельником. Поселенці — в основному, поляки (для 28 сімей, 6 було литовською походження) — отримали шість років звільнення від державного збору.
Село було багате і добре йому велося, тому вже в 1574 році збудовано костел, і майже в той же час побудовано школу. Хоча Круклянки горіли кілька разів, вдалося врятувати костел, який став цінною пам'яткою архітектури Східно-Пруської з XVI століття. Під час чуми в 1710 році померло тут 132 осіб, у тому числі остання людина із дворянської сім'ї фон Ґансенів, могила якого була виявлена 1875 року, під підлогою костела на лівій стороні вівтаря.
До початку дев'ятнадцятого століття, більшість жителів волості становили поляки, але до кінця цього століття вони становили лише третину населення.
У даний час деякі родини німецького походження, більшість з них це переїздні з центральної Польщі, переміщених з-за Бугу, і значна частина українського населення, переміщених в рамках операції «Вісла» в роках 1947-1952.
У період сильного економічного зростання в кінці дев'ятнадцятого та початку двадцятого століття було тут дві залізничні лінії. Круклянки опинилися на шляху, що з'єднував два міста Ґіжицко з Венгожевом а Можджани та Юрково Венгожевське на лінії Круклянки-Олєцко. Таким чином, залишки старих залізничних будівель: будівлі залізничного вокзалу в Круклянках та Юркові. Венгожевські насипи, ущелини, шляхопроводів та мостів, у тому числі зруйнований залізничний міст над річкою Сапіна — кілька сотень метрів на південь від Круклянок.

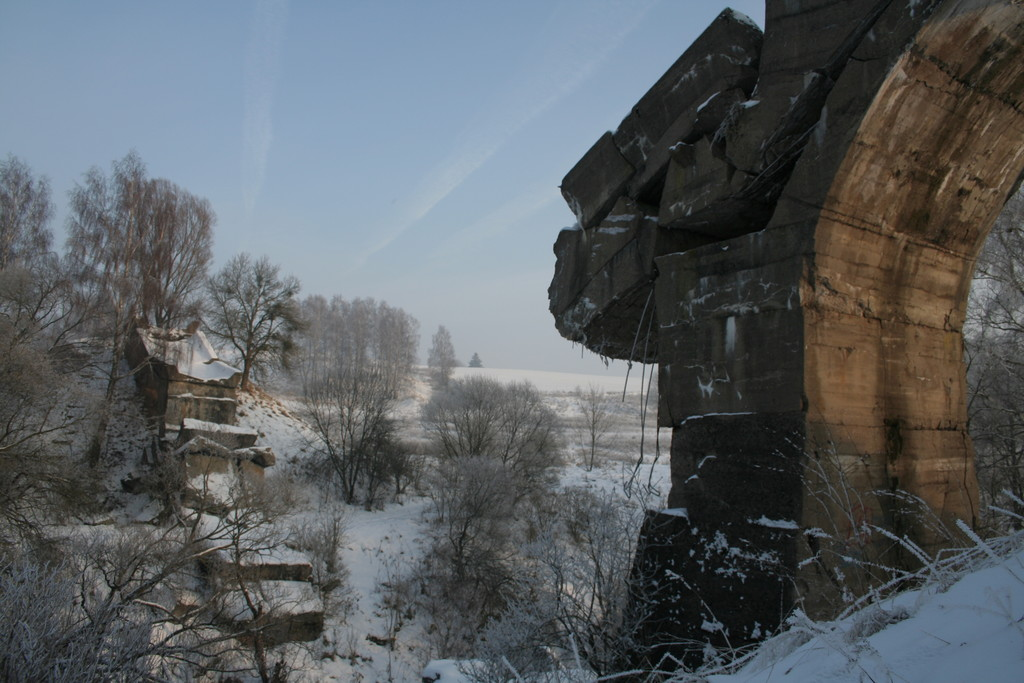
«Звалений міст» — нинішній стан

Залізничний міст над річкою Сапіна жителі села називають «зваленим мостом». Він був побудований в 1908 році і був однією з найбільших залізничних будівель на Мазурах.
У серпні 1914, під час Першої світової війни, німецькі сапери підірвали одне крило (східне), щоб не віддати залізничної лінії російським військам. Знищення ці були відремонтовані в ході війни, тоді введено додаткову підтримку арки. Під час війни Круклянки були в помітній мірі знищені.
Під час Другої світової війни у Круклянках була побудована система укріплень, побудована із залізобетонних бункерів і окопів, котрий належав до Ґіжицького укріпленого району (ҐРУ).
Як в цілому ҐРУ, так і на території Круклянок використано природні перешкоди — ліси, озера, затоки, пагорби. Це сильно укріплений район не відігравав велику роль у Другій світовій війні. Використані маневри Червоної Армії призвели до швидкого відступу німецьких військ.
Залізничний міст на річці Сапіна був знова збомбардований в 1945 році зі страху очікуваного приходу радянських військ, пізніше 8 вересня 1945 року він був підірваним місцевими жителями, які сподівалися, що це буде перешкодою грабежів.
Після зайняття цих земель росіянами, більшість з пристроїв захисту вивезено, а решту підірвано. Залишки ҐРУ на сьогоднішній день це мальовничі руїни, на які можна наткнутись під час гуляння лісом та полями.
У 1945 село включено до Польщі. Більшість населення було замінено переміщеними людьми.
Парафіяльний костел Успіння Пресвятої Діви Марії, побудований з польового каменю. Будівля була побудована в 1753, вежа раніше (в кінці шістнадцятого століття), а надбудова на два поверхи близько 1600 р, верхи вежі, виготовлено перед 1648. Костел був реконструйований в 1875, і після пошкодження Першої світової війни. Вівтар був споруджений в 1753, з використанням набору елементів кінця сімнадцятого століття.
У 1975—1998 роках село належало до Сувальського воєводства.

## Розташування
Круклянки розташовані у східній частині Великих Мазурських Озер над озером Ґолдапіво і вздовж річки Сапіни.
Пейзаж муніципалітету Круклянкі утворився під час останнього бальтійського заледеніння. Льодовик, який кілька разів насувався, і зникав з цих районів, залишив багато цікавих форм у вигляді моренних підвищень і ерозійних долин.

## Туристична пропозиція
Круклянки мають розвинену туристичну інфраструктуру. Є тут традиційні ресторани, громадське харчування на курортах, кафе і пункти туристичної інформації, тенісний корт і спортивний стадіон. Є багато туристичних ферм.

## Демографія
Демографічна структура станом на 31 березня 2011 року:
|          | Загалом | Допрацездатний вік | Працездатний вік | Постпрацездатний вік |
| -------- | ------- | ------------------ | ---------------- | -------------------- |
| Чоловіки | 635     | 123                | 459              | 53                   |
| Жінки    | 658     | 125                | 409              | 124                  |
| Разом    | 1293    | 248                | 868              | 177                  |